# Lindsey Vonn
Lindsey Vonn   (Saint Paul, 18 d'octubre de 1984) (nascuda Lindsey Kildow) és una esquiadora alpina estatunidenca, una de les més destacades de la dècada del 2000 i de la dècada del 2010.

## Biografia

### Primers anys i educació
Nascuda Lindsey Caroline Kildow a St. Paul, Minnesota, és filla de Linda Anne (née Krohn) i Alan Lee Kildow. Va créixer a l'àrea metropolitana de Twin Cities a Burnsville, Minnesota. El seu pare és d'ascendència irlandesa i la seva mare d'ascendència alemanya i noruega. Kildow estava esquiant als dos anys abans de passar al reconegut programa de desenvolupament d'Erich Sailer a Buck Hill de Burnsville, que també va produir la corredora d'eslàlom Kristina Koznick. El seu pare, que havia guanyat un títol nacional juvenil abans d'una lesió al genoll als 18 anys, la va empènyer molt fort, segons Sailer.
Quan Kildow tenia 9 anys, va conèixer el corredor d'esquí Picabo Street, medallista d'or olímpic, a qui considera el seu heroi i model a seguir. La seva reunió va causar tanta impressió a Street que va recordar la reunió i més tard va servir com a mentora de Kildow en esquí. En veure Kildow esquiar per primera vegada en un esdeveniment de 1999, Street es va meravellar de la seva habilitat per seguir la línia de la tardor i va dir: «Com més ràpid anava, més gran era el somriure que tenia a la cara. No pots. Ensenyeu a algú a estimar la línia de tardor com a aquella nena li agradava la línia de tardor». Kildow va viatjar a Colorado per entrenar durant uns quants anys abans que la seva família es traslladés a Vail, Colorado a finals dels anys noranta.
Kildow va anar a la University of Missouri High School, un programa en línia a través del Centre d'Estudis a Distància i Independents de la universitat. Parla alemany amb fluïdesa. Tot i no anar a una universitat tradicional de 4 anys, ha passat a participar al programa de quatre dies El negoci de l'entreteniment, els mitjans de comunicació i els esports de la Harvard Business School.

### Vida personal

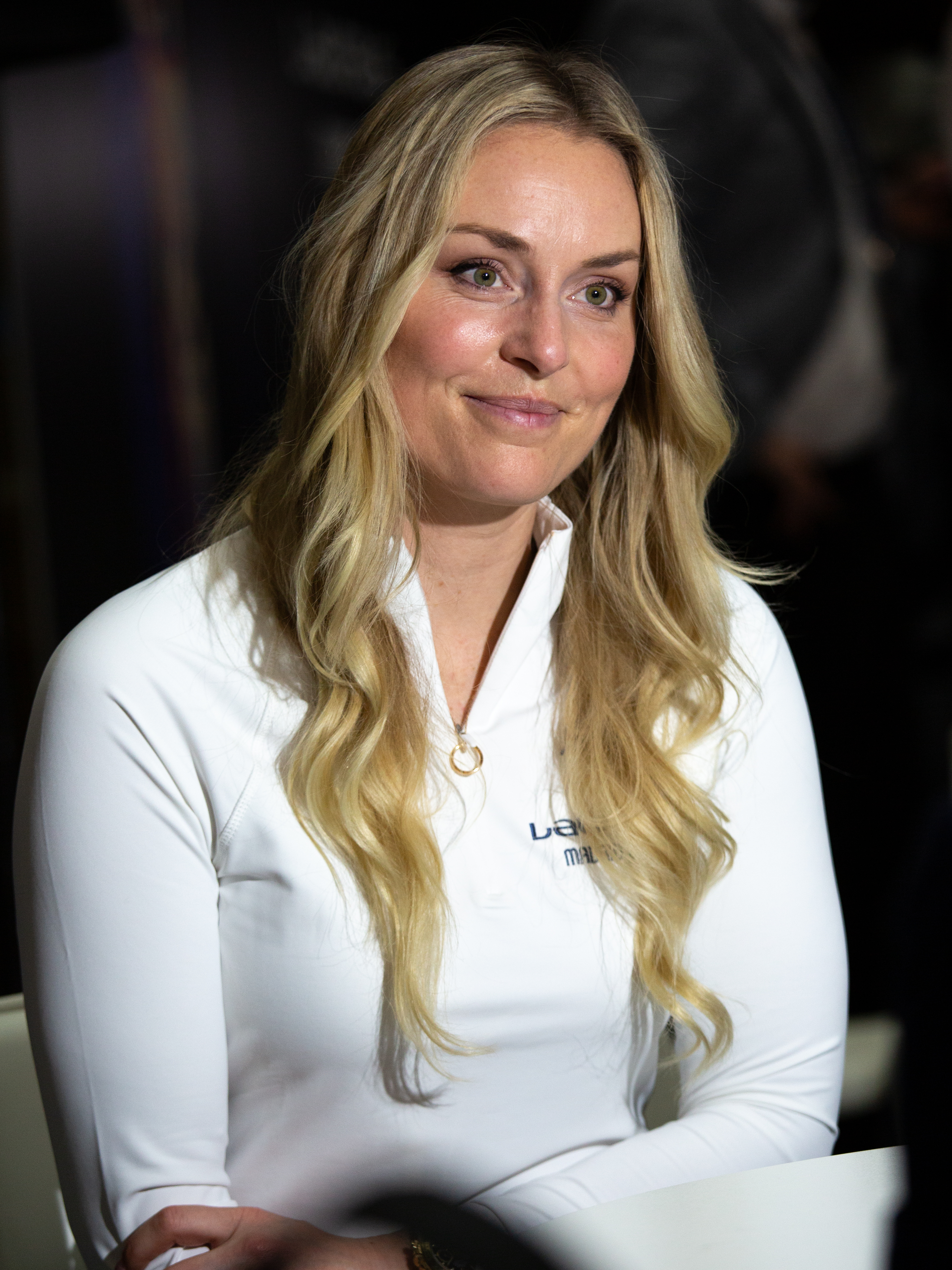
Vonn l'abril de 2024

Lindsey Kildow es va casar amb el seu company olímpic de 2002 i antic atleta de l'equip d'esquí dels EUA Thomas Vonn el 29 de setembre de 2007 al Silver Lake Lodge de Deer Valley, Utah. El novembre de 2011, després de quatre anys de matrimoni, la parella va anunciar que es divorciaria. El divorci es va concretar el 9 de gener de 2013.
Kildow, que encara utilitzava el seu nom de casada Vonn, va conèixer el golfista Tiger Woods en un esdeveniment benèfic el 2012. Van sortir des de març de 2013 fins a la seva separació el maig de 2015. La relació de la parella va ser sensacionalitzada al PGA Tour amb les nombroses aparicions de Vonn. A finals de 2016, va començar a sortir amb l'entrenador ajudant de la NFL, Kenan Smith, abans de separar-se el novembre de 2017. El juny de 2018, va començar a sortir amb PK Subban, un defensor de la NHL. Subban va viatjar a Åre, Suècia, per veure-la guanyar una medalla de bronze al Campionat del Món d'esquí alpí FIS de baixada el 10 de febrer de 2019. El 23 d'agost de 2019, Vonn i Subban van anunciar el seu compromís. El desembre de 2019, Vonn va anunciar que va proposar a Subban. El maig de 2020, Vonn i Subban van comprar una vila a Beverly Hills per 6,75 milions de dòlars. El juliol del 2020, va demanar als seus seguidors a Twitter les seves opinions sobre les relacions interracials. El 21 d'octubre de 2020, Vonn i Subban es van anunciar com a membres del grup de propietat de l’Angel City FC, un equip amb seu a Los Angeles que començà a jugar a la National Women's Soccer League el 2022. El 29 de desembre, tots dos van anunciar la seva ruptura a Instagram. Vonn va anunciar que els dos s'havien separat, però es van mantenir amics. Des del 2021, Vonn ha sortit amb Diego Osorio, cofundador de l'empresa de tequila Lobos 1707.
L'any 2005, com a guanyador del descens a Val d'Isère, a Vonn se li va oferir una vaca Tarine embarassada, una raça lletera popular localment. Com que la majoria d'esquiadors no volen tenir bestiar, se li va oferir l'opció de tornar a vendre l'animal immediatament als organitzadors per 5.000 euros. No obstant això, Vonn va decidir mantenir-la, ja que coneixia un granger a Àustria que estaria disposat a tenir cura de la vaca, a qui va anomenar Olympe. El 2009, va guanyar una cabra, que va regalar a un ramader diferent a Àustria. El 2014 va guanyar un vedell a Val d'Isère, que també va mantenir. A partir del 2014, era propietària d'un petit ramat de vaques a la granja.
La mare de Vonn, Linda Krohn, va morir l'agost de 2022, després d'una batalla d'un any amb l'ELA.

## Carrera esportiva
Va participar en el Campionat del Món d'esquí alpí de 2007 a Åre (Suècia) i va guanyar dues medalles d'argent en descens femení i supergigant. Als Jocs Olímpics d'Hivern de 2010 a Vancouver (Canadà) va guanyar una medalla d'or en prova de descens i una medalla de bronze en prova de supergegant. Als Jocs Olímpics d'Hivern de 2014 a Sotxi (Rússia) no va guanyar cap medalla.
Al llarg de la seva carrera ha guanyat sis medalles al Campionat del Món d'esquí alpí, de les quals dues medalles d'or. És una de les sis dones que ha guanyat mes curses de la Copa del Món en les cinc disciplines d'esquí alpí (baixada, super-g, eslàlom gegant, eslàlom i súper combinat) i ha guanyat 82 curses de la Copa del Món al llarg de la seva carrera fins al 3 de febrer de 2018. Les seves 82 victòries en la Copa del Món és un rècord femení, superant Annemarie Moser-Pröll d'Àustria que havia ocupat el rècord des dels anys 70. Només Ingemar Stenmark de Suècia amb 86 victòries a la Copa Mundial té més. El 2010, va rebre el premi Laureus Sportswoman of the Year i va ser l'esportista del Comitè Olímpic dels Estats Units de l'any. Les lesions van provocar que Vonn perdés parts de diverses temporades, incloses gairebé tota la temporada 2014 i la major part de la temporada 2013. Mentre es recuperava de la lesió, va treballar com a corresponsal de NBC News sobre els Jocs Olímpics d'Hivern de 2014 a Sochi, Rússia. Tot i això, el 2019, va anunciar la seva retirada del món de la competició, a causa de les seves lesions.
| Temporada | Especialitat   |
| --------- | -------------- |
| 2003      | combinada      |
| 2004      | eslàlom gegant |
| 2004      | combinada      |
| 2005      | General        |
| 2005      | super gegant   |
| 2007      | super gegant   |
| 2008      | General        |
| 2008      | combinada      |

| Data                   | Seu                             | Cursa        |
| ---------------------- | ------------------------------- | ------------ |
| 3 de desembre de 2004  | Canadà Lake Louise              | Descens      |
| 3 de desembre de 2005  | Canadà Lake Louise              | Descens      |
| 17 de desembre de 2005 | França Val-d'Isère              | Descens      |
| 3 de març de 2006      | Noruega Kvitfjell               | Super gegant |
| 2 de desembre de 2006  | Canadà Lake Louise              | Descens      |
| 20 de desembre de 2006 | França Val-d'Isère              | Descens      |
| 28 de gener 2007       | Itàlia San Sicario              | Super gegant |
| 1 de desembre 2007     | Canadà Lake Louise              | Descens      |
| 21 de desembre 2007    | Àustria Sankt Anton am Arlberg  | Descens      |
| 22 de desembre 2007    | Àustria St. Anton               | Combinada    |
| 19 de gener2008        | Itàlia Cortina d'Ampezzo        | Descens      |
| 9 de febrer 2008       | Itàlia Sestriere                | Descens      |
| 8 de març 2008         | Suïssa Crans-Montana            | Descens      |
| 15 de novembre 2008    | Finlàndia Levi                  | Eslàlom      |
| 5 de desembre 2008     | Canadà Lake Louise              | Descens      |
| 17 de gener 2009       | Àustria Altenmarkt-Zauchensee   | Combinada    |
| 30 de gener 2009       | Alemanya Garmisch-Partenkirchen | Eslàlom      |
| 1 de febrer 2009       | Alemanya Garmisch-Partenkirchen | Super gegant |
| 22 de febrer 2009      | Itàlia Tarvisio                 | Super gegant |
| 1 de març 2009         | Bulgària Bansko                 | Super gegant |
| 11 de març 2009        | Suècia Åre                      | Descens      |
| 12 de març 2009        | Suècia Åre                      | Super gegant |
| 4 de desembre2009      | Canadà Lake Louise              | Descens      |
| 5 de desembre 2009     | Canadà Lake Louise              | Descens      |
| 18 de desembre 2009    | França Val-d'Isère              | Combinada    |
| 8 de gener 2010        | Àustria Haus im Ennstal         | Descens      |
| 9 de gener 2010        | Àustria Haus im Ennstal         | Descens      |
| 10 de gener 2010       | Àustria Haus im Ennstal         | Super gegant |
| 22 de gener 2010       | Itàlia Cortina d'Ampezzo        | Super gegant |
| 23 de gener 2010       | Itàlia Cortina d'Ampezzo        | Descens      |
| 31 de gener 2010       | Suïssa St. Moritz               | Super gegant |
| 6 de març 2010         | Suïssa Crans-Montana            | Descens      |
| 12 de març 2010        | Alemanya Garmisch-Partenkirchen | Super gegant |
| 5 de desember 2010     | Canadà Lake Louise              | Super gegant |
| 18 de desember 2010    | França Val-d'Isère              | Descens      |
| 19 de desember 2010    | França Val-d'Isère              | Combinada    |
| 8 de gener 2011        | Àustria Altenmarkt-Zauchensee   | Descens      |
| 21 de gener 2011       | Itàlia Cortina d'Ampezzo        | Super gegant |
| 23 de gener 2011       | Itàlia Cortina d'Ampezzo        | Super gegant |
| 26 de febrer 2011      | Suècia Åre                      | Descend      |
| 6 de març 2011         | Itàlia Tarvisio                 | Super gegant |
| 22 d'octubre 2011      | Àustria Sölden                  | Gegant       |
| 2 de desembre 2011     | Canadà Lake Louise              | Descend      |
| 3 de desembre 2011     | Canadà Lake Louise              | Descend      |
| 4 de desembre 2011     | Canadà Lake Louise              | Super gegant |
| 7 de desembre 2011     | Estats Units Beaver Creek       | Super gegant |
| 15 de gener 2012       | Itàlia Cortina d'Ampezzo        | Super gegant |
| 27 de gener 2012       | Suïssa St. Moritz               | Combinada    |
| 28 de gener 2012       | Suïssa St. Moritz               | Descens      |
| 4 de febrer 2012       | Alemanya Garmisch-Partenkirchen | Descens      |
| 26 de febrer 2012      | Bulgària Bansko                 | Super gegant |
| 9 de març 2012         | Suècia Åre                      | Gegant       |
| 14 de març 2012        | Àustria Schladming              | Descens      |
| 30 de novembre 2012    | Canadà Lake Louise              | Descens      |
| 1 de desembre 2012     | Canadà Lake Louise              | Descens      |
| 2 de desembre 2012     | Canadà Lake Louise              | Super gegant |
| 8 de desembre 2012     | Suïssa St. Moritz               | Super gegant |
| 19 de gener 2013       | Itàlia Cortina d'Ampezzo        | Descend      |
| 26 de gener 2013       | Eslovènia Maribor               | Super gegant |
| 6 de desembre 2014     | Canadà Lake Louise              | Descens      |
| 20 de desembre 2014    | França Val-d'Isère              | Descend      |
| 18 de gener 2015       | Itàlia Cortina d'Ampezzo        | Descend      |
| 19 de gener 2015       | Itàlia Cortina d'Ampezzo        | Super gegant |
| 25 de gener 2015       | Suïssa St. Moritz               | Super gegant |